# ستيف بوديتش
ستيف بوديتش (بالإنجليزية: Steve Bowditch)‏ هو لاعب إسكواش أسترالي، ولد في 9 أغسطس 1955 في داروين في أستراليا.

## وصلات خارجية
- ستيف بوديتش على موقع SquashInfo.com (الإنجليزية)